# Stazione di Camogli-San Fruttuoso
Stazione di Camogli-San Fruttuoso vasútállomás Olaszországban, Camogli településen.

## Vasútvonalak
Az állomást az alábbi vasútvonalak érintik:
- Pisa–La Spezia–Genova-vasútvonal

## Kapcsolódó állomások
A vasútállomáshoz az alábbi állomások vannak a legközelebb:
- Priaro railway halt
- San Lorenzo railway halt